# Красна Горка (Митищинський міський округ)
Кра́сна Го́рка (рос. Красная Горка) — присілок у складі Митищинського міського округу Московської області, Росія.

## Населення
Населення — 300 осіб (2010; 237 у 2002).
Національний склад (станом на 2002 рік):
- росіяни — 97 %